# Fuentes de Sando
Fuentes de Sando es una entidad de población española del municipio de Sando, perteneciente a la provincia de Salamanca, en la comunidad autónoma de Castilla y León.

## Historia
Hacia mediados del siglo XIX, el lugar, ya por entonces perteneciente a Sando, tenía contabilizada una población de diez habitantes. Aparece descrito en el octavo volumen del Diccionario geográfico-estadístico-histórico de España y sus posesiones de Ultramar de Pascual Madoz con las siguientes palabras:

FUENTES DE SANDO: deh. en la prov. de Salamanca, part. jud. de Ledesma, térm. jurisd. de Sando. Tiene 1 casa y un meson para los pasageros que de Ledesma van á Ciudad-Rodrigo: se halla sit. al S. de Sando y al N. de Garcirrey (1/2 leg.); en ella hay mucho monte de encina y una ermita dedicada al Crucificado. pobl.: 3 vec., 10 alm. contr.: con su ayunt. (V.)
(Madoz, 1847, p. 249)

En 2023, la entidad singular de población tenía empadronados siete habitantes.